# Goerodes fuscatus
Goerodes fuscatus är en nattsländeart som först beskrevs av Navás 1932.  Goerodes fuscatus ingår i släktet Goerodes och familjen kantrörsnattsländor. Inga underarter finns listade i Catalogue of Life.